# Skillet/Diskografie
Diese Diskografie ist eine Übersicht über die musikalischen Werke der US-amerikanischen christlichen Rockband Skillet. Den Schallplattenauszeichnungen zufolge hat sie bisher mehr als 23,9 Millionen Tonträger verkauft. Ihre erfolgreichste Veröffentlichung ist die Single Monster mit über 6,5 Millionen verkauften Einheiten.

## Alben

### Studioalben
| Jahr | Titel Musiklabel                                   | Höchstplatzierung, Gesamtwochen, AuszeichnungChartplatzierungen (Jahr, Titel, Musiklabel, Platzierungen, Wochen, Auszeichnungen, Anmerkungen) | Höchstplatzierung, Gesamtwochen, AuszeichnungChartplatzierungen (Jahr, Titel, Musiklabel, Platzierungen, Wochen, Auszeichnungen, Anmerkungen) | Höchstplatzierung, Gesamtwochen, AuszeichnungChartplatzierungen (Jahr, Titel, Musiklabel, Platzierungen, Wochen, Auszeichnungen, Anmerkungen) | Höchstplatzierung, Gesamtwochen, AuszeichnungChartplatzierungen (Jahr, Titel, Musiklabel, Platzierungen, Wochen, Auszeichnungen, Anmerkungen) | Höchstplatzierung, Gesamtwochen, AuszeichnungChartplatzierungen (Jahr, Titel, Musiklabel, Platzierungen, Wochen, Auszeichnungen, Anmerkungen) | Höchstplatzierung, Gesamtwochen, AuszeichnungChartplatzierungen (Jahr, Titel, Musiklabel, Platzierungen, Wochen, Auszeichnungen, Anmerkungen) | Höchstplatzierung, Gesamtwochen, AuszeichnungChartplatzierungen (Jahr, Titel, Musiklabel, Platzierungen, Wochen, Auszeichnungen, Anmerkungen) | Anmerkungen                                                                                              |
| Jahr | Titel Musiklabel                                   | DE | AT | CH | UK | US | Christ | Rock | Anmerkungen                                                                                              |
| ---- | -------------------------------------------------- | --- | --- | --- | --- | --- | --- | --- | --- |
| 1996 | Skillet Ardent Music (ForeFront)                   | — | — | — | — | — | — | — | Erstveröffentlichung: 29. Oktober 1996                                                                   |
| 1998 | Hey You, I Love Your Soul Ardent Music (ForeFront) | — | — | — | — | — | Christ25 (3 Wo.)Christ | — | Erstveröffentlichung: 21. April 1998                                                                     |
| 2000 | Invincible Ardent Music (ForeFront)                | — | — | — | — | — | Christ13 (4 Wo.)Christ | — | Erstveröffentlichung: 1. Februar 2000                                                                    |
| 2001 | Alien Youth Ardent Music (Chordant)                | — | — | — | — | US141 (1 Wo.)US | Christ4 (7 Wo.)Christ | — | Erstveröffentlichung: 28. August 2001                                                                    |
| 2003 | Collide Ardent Music (Chordant)                    | — | — | — | — | US179 (1 Wo.)US | Christ9 (18 Wo.)Christ | — | Erstveröffentlichung: 18. November 2003                                                                  |
| 2006 | Comatose Atlantic Records (WMG)                    | — | — | — | — | US55 Platin · (21 Wo.)US | Christ4 (207 Wo.)Christ | Rock19 (1 Wo.)Rock | Erstveröffentlichung: 3. Oktober 2006 Verkäufe: + 1.000.000                                              |
| 2009 | Awake Atlantic Records (WMG)                       | — | — | — | UK— SilberUK | US2 ×2Doppelplatin · (144 Wo.)US | Christ1 (… Wo.)Christ | Rock2 (138 Wo.)Rock | Erstveröffentlichung: 25. August 2009 Verkäufe: + 2.077.500                                              |
| 2013 | Rise Atlantic Records (WMG)                        | DE94 (1 Wo.)DE | — | CH60 (1 Wo.)CH | — | US4 Gold · (37 Wo.)US | Christ1 (137 Wo.)Christ | Rock1 (39 Wo.)Rock | Erstveröffentlichung: 25. Juni 2013 Verkäufe: + 500.000                                                  |
| 2016 | Unleashed Atlantic Records (WMG)                   | DE11 (3 Wo.)DE | AT14 (4 Wo.)AT | CH9 (3 Wo.)CH | UK45 (1 Wo.)UK | US3 Gold · (20 Wo.)US | Christ1 (427 Wo.)Christ | Rock2 (26 Wo.)Rock | Erstveröffentlichung: 5. August 2016 Neuauflage: 17 November 2017 (Unleashed Beyond) Verkäufe: + 500.000 |
| 2019 | Victorious Atlantic Records (WMG)                  | DE17 (2 Wo.)DE | AT20 (2 Wo.)AT | CH10 (3 Wo.)CH | UK84 (1 Wo.)UK | US17 (3 Wo.)US | Christ1 (104 Wo.)Christ | Rock3 (3 Wo.)Rock | Erstveröffentlichung: 2. August 2019                                                                     |
| 2022 | Dominion Atlantic Records (WMG)                    | DE36 (1 Wo.)DE | AT59 (1 Wo.)AT | CH18 (1 Wo.)CH | — | US38 (1 Wo.)US | Christ2 (18 Wo.)Christ | Rock4 (1 Wo.)Rock | Erstveröffentlichung: 14. Januar 2022                                                                    |
| 2024 | Revolution Hear It Loud (Hear It Loud)             | — | — | CH72 (1 Wo.)CH | — | US100 (… Wo.)US | Christ1 (3 Wo.)Christ | Rock14 (… Wo.)Rock | Erstveröffentlichung: 1. November 2024                                                                   |

grau schraffiert: keine Chartdaten aus diesem Jahr verfügbar

### Livealben
| Jahr | Titel Musiklabel                            | Höchstplatzierung, Gesamtwochen, AuszeichnungChartplatzierungen (Jahr, Titel, Musiklabel, Platzierungen, Wochen, Auszeichnungen, Anmerkungen) | Höchstplatzierung, Gesamtwochen, AuszeichnungChartplatzierungen (Jahr, Titel, Musiklabel, Platzierungen, Wochen, Auszeichnungen, Anmerkungen) | Höchstplatzierung, Gesamtwochen, AuszeichnungChartplatzierungen (Jahr, Titel, Musiklabel, Platzierungen, Wochen, Auszeichnungen, Anmerkungen) | Höchstplatzierung, Gesamtwochen, AuszeichnungChartplatzierungen (Jahr, Titel, Musiklabel, Platzierungen, Wochen, Auszeichnungen, Anmerkungen) | Höchstplatzierung, Gesamtwochen, AuszeichnungChartplatzierungen (Jahr, Titel, Musiklabel, Platzierungen, Wochen, Auszeichnungen, Anmerkungen) | Höchstplatzierung, Gesamtwochen, AuszeichnungChartplatzierungen (Jahr, Titel, Musiklabel, Platzierungen, Wochen, Auszeichnungen, Anmerkungen) | Höchstplatzierung, Gesamtwochen, AuszeichnungChartplatzierungen (Jahr, Titel, Musiklabel, Platzierungen, Wochen, Auszeichnungen, Anmerkungen) | Anmerkungen                              |
| Jahr | Titel Musiklabel                            | DE | AT | CH | UK | US | Christ | Rock | Anmerkungen                              |
| ---- | ------------------------------------------- | --- | --- | --- | --- | --- | --- | --- | ---------------------------------------- |
| 2000 | Ardent Worship Ardent Music (ForeFront)     | — | — | — | — | — | Christ33 (1 Wo.)Christ | — | Erstveröffentlichung: 29. September 2000 |
| 2008 | Comatose Comes Alive Atlantic Records (WMG) | — | — | — | — | US164 (2 Wo.)US | Christ14 (34 Wo.)Christ | Rock19 (1 Wo.)Rock | Erstveröffentlichung: 21. Oktober 2008   |

grau schraffiert: keine Chartdaten aus diesem Jahr verfügbar

### Kompilationen
| Jahr | Titel Musiklabel                               | Höchstplatzierung, Gesamtwochen, AuszeichnungChartplatzierungen (Jahr, Titel, Musiklabel, Platzierungen, Wochen, Auszeichnungen, Anmerkungen) | Höchstplatzierung, Gesamtwochen, AuszeichnungChartplatzierungen (Jahr, Titel, Musiklabel, Platzierungen, Wochen, Auszeichnungen, Anmerkungen) | Höchstplatzierung, Gesamtwochen, AuszeichnungChartplatzierungen (Jahr, Titel, Musiklabel, Platzierungen, Wochen, Auszeichnungen, Anmerkungen) | Höchstplatzierung, Gesamtwochen, AuszeichnungChartplatzierungen (Jahr, Titel, Musiklabel, Platzierungen, Wochen, Auszeichnungen, Anmerkungen) | Höchstplatzierung, Gesamtwochen, AuszeichnungChartplatzierungen (Jahr, Titel, Musiklabel, Platzierungen, Wochen, Auszeichnungen, Anmerkungen) | Höchstplatzierung, Gesamtwochen, AuszeichnungChartplatzierungen (Jahr, Titel, Musiklabel, Platzierungen, Wochen, Auszeichnungen, Anmerkungen) | Höchstplatzierung, Gesamtwochen, AuszeichnungChartplatzierungen (Jahr, Titel, Musiklabel, Platzierungen, Wochen, Auszeichnungen, Anmerkungen) | Anmerkungen                             |
| Jahr | Titel Musiklabel                               | DE | AT | CH | UK | US | Christ | Rock | Anmerkungen                             |
| ---- | ---------------------------------------------- | --- | --- | --- | --- | --- | --- | --- | --------------------------------------- |
| 2012 | The Platinum Collection Atlantic Records (WMG) | — | — | — | — | — | Christ40 (3 Wo.)Christ | — | Erstveröffentlichung: 13. November 2012 |

Weitere Kompilationen
- 2010: The Early Years (1996–2001)
- 2014: Vital Signs (UK: Silber)

### EPs
| Jahr | Titel Musiklabel                         | Höchstplatzierung, Gesamtwochen, AuszeichnungChartplatzierungen (Jahr, Titel, Musiklabel, Platzierungen, Wochen, Auszeichnungen, Anmerkungen) | Höchstplatzierung, Gesamtwochen, AuszeichnungChartplatzierungen (Jahr, Titel, Musiklabel, Platzierungen, Wochen, Auszeichnungen, Anmerkungen) | Höchstplatzierung, Gesamtwochen, AuszeichnungChartplatzierungen (Jahr, Titel, Musiklabel, Platzierungen, Wochen, Auszeichnungen, Anmerkungen) | Höchstplatzierung, Gesamtwochen, AuszeichnungChartplatzierungen (Jahr, Titel, Musiklabel, Platzierungen, Wochen, Auszeichnungen, Anmerkungen) | Höchstplatzierung, Gesamtwochen, AuszeichnungChartplatzierungen (Jahr, Titel, Musiklabel, Platzierungen, Wochen, Auszeichnungen, Anmerkungen) | Höchstplatzierung, Gesamtwochen, AuszeichnungChartplatzierungen (Jahr, Titel, Musiklabel, Platzierungen, Wochen, Auszeichnungen, Anmerkungen) | Höchstplatzierung, Gesamtwochen, AuszeichnungChartplatzierungen (Jahr, Titel, Musiklabel, Platzierungen, Wochen, Auszeichnungen, Anmerkungen) | Anmerkungen                         |
| Jahr | Titel Musiklabel                         | DE | AT | CH | UK | US | Christ | Rock | Anmerkungen                         |
| ---- | ---------------------------------------- | --- | --- | --- | --- | --- | --- | --- | ----------------------------------- |
| 2011 | Awake and Remixed Atlantic Records (WMG) | — | — | — | — | US98 (1 Wo.)US | Christ5 (2 Wo.)Christ | Rock26 (1 Wo.)Rock | Erstveröffentlichung: 22. März 2011 |

Weitere EPs
- 2007: The Older I Get
- 2010: iTunes Session
- 2017: Feel Invincible Remix EP

## Singles
| Jahr | Titel Album                                             | Höchstplatzierung, Gesamtwochen, AuszeichnungChartplatzierungen (Jahr, Titel, Album, Platzierungen, Wochen, Auszeichnungen, Anmerkungen) | Höchstplatzierung, Gesamtwochen, AuszeichnungChartplatzierungen (Jahr, Titel, Album, Platzierungen, Wochen, Auszeichnungen, Anmerkungen) | Höchstplatzierung, Gesamtwochen, AuszeichnungChartplatzierungen (Jahr, Titel, Album, Platzierungen, Wochen, Auszeichnungen, Anmerkungen) | Höchstplatzierung, Gesamtwochen, AuszeichnungChartplatzierungen (Jahr, Titel, Album, Platzierungen, Wochen, Auszeichnungen, Anmerkungen) | Höchstplatzierung, Gesamtwochen, AuszeichnungChartplatzierungen (Jahr, Titel, Album, Platzierungen, Wochen, Auszeichnungen, Anmerkungen) | Höchstplatzierung, Gesamtwochen, AuszeichnungChartplatzierungen (Jahr, Titel, Album, Platzierungen, Wochen, Auszeichnungen, Anmerkungen) | Höchstplatzierung, Gesamtwochen, AuszeichnungChartplatzierungen (Jahr, Titel, Album, Platzierungen, Wochen, Auszeichnungen, Anmerkungen) | Anmerkungen                                                    |
| Jahr | Titel Album                                             | DE | AT | CH | UK | US | Christ | Rock | Anmerkungen                                                    |
| --- | ------------------------------------------------------- | --- | --- | --- | --- | --- | --- | --- | -------------------------------------------------------------- |
| 2004 | Savior Collide                                          | — | — | — | — | — | — | — | Erstveröffentlichung: 6. April 2004                            |
| 2006 | Whispers in the Dark Comatose                           | — | — | — | — | US— PlatinUS | — | — | Erstveröffentlichung: 19. September 2006 Verkäufe: + 1.000.000 |
| 2007 | The Last Night Comatose                                 | — | — | — | — | US— GoldUS | Christ16 (20 Wo.)Christ | — | Erstveröffentlichung: Januar 2007 Verkäufe: + 500.000          |
| 2007 | The Older I Get Comatose                                | — | — | — | — | — | Christ14 (19 Wo.)Christ | — | Erstveröffentlichung: 27. Februar 2007                         |
| 2009 | Hero Awake                                              | — | — | — | UK— SilberUK | US— ×3DreifachplatinUS | Christ29 (20 Wo.)Christ | Rock35 (16 Wo.)Rock | Erstveröffentlichung: 19. Mai 2009 Verkäufe: + 3.245.000       |
| 2009 | Monster Awake                                           | — | — | — | UK— GoldUK | US— ×6SechsfachplatinUS | — | Rock20 (20 Wo.)Rock | Erstveröffentlichung: 14. Juli 2009 Verkäufe: + 6.570.000      |
| 2010 | Awake and Alive Awake                                   | — | — | — | — | US100 ×2Doppelplatin · (1 Wo.)US | Christ30 (20 Wo.)Christ | Rock13 (24 Wo.)Rock | Erstveröffentlichung: 15. Februar 2010 Verkäufe: + 2.000.000   |
| 2010 | Forgiven Awake                                          | — | — | — | — | — | Christ23 (20 Wo.)Christ | — | Erstveröffentlichung: 2. August 2010                           |
| 2011 | Lucy Awake                                              | — | — | — | — | — | Christ49 (1 Wo.)Christ | — | Erstveröffentlichung: 27. Januar 2011                          |
| 2011 | It’s Not Me, It’s You Awake                             | — | — | — | — | — | — | Rock30 (13 Wo.)Rock | Erstveröffentlichung: 7. Juni 2011                             |
| 2011 | One Day Too Late Awake                                  | — | — | — | — | — | Christ28 (20 Wo.)Christ | — | Erstveröffentlichung: 10. Oktober 2011                         |
| 2013 | Sick of It Rise                                         | — | — | — | — | — | Christ20 (20 Wo.)Christ | Rock22 (3 Wo.)Rock | Erstveröffentlichung: 9. April 2013                            |
| 2013 | American Noise Rise                                     | — | — | — | — | — | Christ34 (14 Wo.)Christ | — | Erstveröffentlichung: 16. April 2013                           |
| 2013 | Rise                                                    | — | — | — | — | — | — | Rock31 (1 Wo.)Rock | Erstveröffentlichung: 14. Mai 2013                             |
| 2013 | Not Gonna Die Rise                                      | — | — | — | — | US— GoldUS | Christ13 (26 Wo.)Christ | Rock28 (4 Wo.)Rock | Erstveröffentlichung: 11. Juni 2013 Verkäufe: + 500.000        |
| 2016 | Feel Invincible Unleashed                               | — | — | — | UK— SilberUK | US— ×2DoppelplatinUS | Christ1 (35 Wo.)Christ | Rock12 (26 Wo.)Rock | Erstveröffentlichung: 20. Mai 2016 Verkäufe: + 2.295.000       |
| 2016 | Stars Unleashed                                         | — | — | — | — | US— GoldUS | Christ16 (29 Wo.)Christ | Rock20 (20 Wo.)Rock | Erstveröffentlichung: 26. Mai 2016 Verkäufe: + 500.000         |
| 2016 | Back from the Dead Unleashed                            | — | — | — | — | — | Christ16 (22 Wo.)Christ | Rock35 (2 Wo.)Rock | Erstveröffentlichung: 8. Juli 2016                             |
| 2016 | I Want to Live Unleashed                                | — | — | — | — | — | Christ19 (21 Wo.)Christ | Rock38 (2 Wo.)Rock | Erstveröffentlichung: 29. Juli 2016                            |
| 2019 | Legendary Victorious                                    | — | — | — | — | US— GoldUS | Christ14 (35 Wo.)Christ | Rock22 (22 Wo.)Rock | Erstveröffentlichung: 8. Mai 2019 Verkäufe: + 500.000          |
| 2019 | Save Me Victorious                                      | — | — | — | — | — | Christ22 (12 Wo.)Christ | — | Erstveröffentlichung: 14. Juni 2019                            |
| 2019 | Anchor Victorious                                       | — | — | — | — | — | Christ27 (21 Wo.)Christ | Rock50 (2 Wo.)Rock | Erstveröffentlichung: 14. Juni 2019                            |
| 2019 | You Ain’t Ready Victorious                              | — | — | — | — | — | Christ32 (4 Wo.)Christ | — | Erstveröffentlichung: 26. Juli 2019                            |
| 2019 | Anchor (Reimagined) Victorious: The Aftermath           | — | — | — | — | — | — | — | Erstveröffentlichung: 11. Oktober 2020                         |
| 2021 | Save Me (Reimagined) Victorious: The Aftermath          | — | — | — | — | — | — | — | Erstveröffentlichung: 24. Juni 2020                            |
| 2021 | Terrify the Dark (Reimagined) Victorious: The Aftermath | — | — | — | — | — | — | — | Erstveröffentlichung: 24. Juli 2020                            |
| 2021 | Surviving the Game Dominion                             | — | — | — | — | — | Christ35 (7 Wo.)Christ | Rock49 (1 Wo.)Rock | Erstveröffentlichung: 15. September 2021                       |
| 2021 | Standing in the Storm Dominion                          | — | — | — | — | — | Christ46 (2 Wo.)Christ | — | Erstveröffentlichung: 12. November 2021                        |
| 2021 | Refuge Dominion                                         | — | — | — | — | — | Christ47 (2 Wo.)Christ | — | Erstveröffentlichung: 10. Dezember 2021                        |
| 2022 | Dominion                                                | — | — | — | — | — | — | — | Erstveröffentlichung: 7. Januar 2022                           |
| 2023 | Psycho in My Head Dominion: Day of Destiny              | — | — | — | — | — | — | — | Erstveröffentlichung: 30. Juni 2023                            |
| 2023 | Finish Line (Live) Dominion: Day of Destiny             | — | — | — | — | — | — | — | Erstveröffentlichung: 9. August 2023 feat. Adam Gontier        |
| 2024 | Unpopular Revolution                                    | — | — | — | — | — | Christ22 (3 Wo.)Christ | — | Erstveröffentlichung: 9. August 2024                           |
| 2024 | All That Matters Revolution                             | — | — | — | — | — | Christ37 (2 Wo.)Christ | — | Erstveröffentlichung: 13. September 2024                       |
| 2024 | Ash in the Wind Revolution                              | — | — | — | — | — | Christ38 (1 Wo.)Christ | — | Erstveröffentlichung: 18. Oktober 2024                         |
| 2025 | Ash in the Wind (Live) –                                | — | — | — | — | — | — | — | Erstveröffentlichung: 25. April 2025                           |
| Folgende Lieder erschienen nicht als Single, wurden aber durch das Album zum Download und Streaming bereitgestellt und konnten somit eine Platzierung erlangen: |                                                         | | | | | | | |                                                                |
| |                                                         | | | | | | | |                                                                |
| 2006 | Rebirthing Comatose                                     | — | — | — | — | US— GoldUS | Christ9 (17 Wo.)Christ | — | Verkäufe: + 500.000                                            |
| 2008 | Those Nights Comatose                                   | — | — | — | — | — | Christ22 (20 Wo.)Christ | — |                                                                |
| 2014 | Fire and Fury Rise                                      | — | — | — | — | — | Christ34 (21 Wo.)Christ | — | Charteinstieg: 18. Januar 2014                                 |
| 2014 | What I Believe Rise                                     | — | — | — | — | — | Christ35 (15 Wo.)Christ | — | Charteinstieg: 30. August 2014                                 |
| 2015 | Circus for a Psycho Rise                                | — | — | — | — | — | Christ45 (5 Wo.)Christ | — | Charteinstieg: 10. Januar 2015                                 |
| 2015 | Good to Be Alive Rise                                   | — | — | — | — | — | Christ46 (3 Wo.)Christ | — | Charteinstieg: 7. März 2015                                    |
| 2016 | The Resistance Unleashed                                | — | — | — | — | US— PlatinUS | Christ30 (23 Wo.)Christ | Rock19 (20 Wo.)Rock | Charteinstieg: 27. August 2016 Verkäufe: + 1.025.000           |
| 2016 | Lions Unleashed                                         | — | — | — | — | — | Christ18 (27 Wo.)Christ | Rock34 (6 Wo.)Rock | Charteinstieg: 27. August 2016                                 |
| 2016 | Undefeated Unleashed                                    | — | — | — | — | — | Christ35 (6 Wo.)Christ | — | Charteinstieg: 27. August 2016                                 |
| 2016 | Burn It Down Unleashed                                  | — | — | — | — | — | Christ41 (2 Wo.)Christ | — | Charteinstieg: 27. August 2016                                 |
| 2016 | Out of Hell Unleashed                                   | — | — | — | — | — | Christ50 (1 Wo.)Christ | — | Charteinstieg: 27. August 2016                                 |
| 2017 | Breaking Free Unleashed Beyond                          | — | — | — | — | — | Christ27 (1 Wo.)Christ | — | Charteinstieg: 9. Dezember 2017 feat. Lacey Sturm              |
| 2017 | Set It Off Unleashed Beyond                             | — | — | — | — | — | Christ31 (1 Wo.)Christ | — | Charteinstieg: 9. Dezember 2017                                |
| 2017 | Brave Unleashed Beyond                                  | — | — | — | — | — | Christ35 (8 Wo.)Christ | — | Charteinstieg: 9. Dezember 2017                                |
| 2017 | You Get Me High Unleashed Beyond                        | — | — | — | — | — | Christ40 (1 Wo.)Christ | — | Charteinstieg: 9. Dezember 2017                                |
| 2017 | Stay Til the Daylight Unleashed Beyond                  | — | — | — | — | — | Christ41 (1 Wo.)Christ | — | Charteinstieg: 9. Dezember 2017                                |
| 2019 | Victorious                                              | — | — | — | — | — | Christ29 (7 Wo.)Christ | — | Charteinstieg: 17. August 2019                                 |
| 2019 | Finish Line Victorious                                  | — | — | — | — | — | Christ38 (3 Wo.)Christ | — | Charteinstieg: 17. August 2019                                 |
| 2019 | Rise Up Victorious                                      | — | — | — | — | — | Christ39 (1 Wo.)Christ | — | Charteinstieg: 17. August 2019                                 |
| 2019 | This Is the Kingdom Victorious                          | — | — | — | — | — | Christ42 (2 Wo.)Christ | — | Charteinstieg: 17. August 2019                                 |
| 2019 | Never Going Back Victorious                             | — | — | — | — | — | Christ44 (1 Wo.)Christ | — | Charteinstieg: 17. August 2019                                 |
| 2019 | Terrify the Dark Victorious                             | — | — | — | — | — | Christ45 (1 Wo.)Christ | — | Charteinstieg: 17. August 2019                                 |
| 2019 | Back to Life Victorious                                 | — | — | — | — | — | Christ48 (1 Wo.)Christ | — | Charteinstieg: 17. August 2019                                 |
| 2020 | Dead Man Walking Victorious: The Aftermath              | — | — | — | — | — | Christ39 (1 Wo.)Christ | — | Charteinstieg: 26. September 2020                              |
| 2022 | Dominion                                                | — | — | — | — | — | Christ50 (1 Wo.)Christ | — | Charteinstieg: 29. Januar 2022                                 |
| 2023 | Crossfire Dominion: Day of Destiny                      | — | — | — | — | — | Christ32 (1 Wo.)Christ | — | Charteinstieg: 2023                                            |
| 2024 | Not Afraid Revolution                                   | — | — | — | — | — | Christ49 (1 Wo.)Christ | — |                                                                |

grau schraffiert: keine Chartdaten aus diesem Jahr verfügbar

## Videoalben
- 2002: Alien Youth: The Unplugged Invasion
- 2008: Comatose Comes Alive
- 2013: Awake and Live

## Promoveröffentlichungen
| Jahr | Titel Album                 | Anmerkungen                |
| ---- | --------------------------- | -------------------------- |
| 2001 | Earth Invasion Alien Youth  | Erstveröffentlichung: 2001 |
| 2002 | Kill Me Heal Me Alien Youth | Erstveröffentlichung: 2002 |
| 2003 | A Little More Collide       | Erstveröffentlichung: 2003 |
| 2004 | My Obsession Collide        | Erstveröffentlichung: 2004 |
| 2004 | Open Wounds Collide         | Erstveröffentlichung: 2004 |
| 2006 | The Older I Get Comatose    | Erstveröffentlichung: 2004 |
| 2006 | Don’t Wake Me Comatose      | Erstveröffentlichung: 2006 |
| 2006 | The Last Night Comatose     | Erstveröffentlichung: 2006 |
| 2009 | Don’t Wake Me Awake         | Erstveröffentlichung: 2009 |
| 2009 | Believe Awake               | Erstveröffentlichung: 2009 |
| 2013 | My Religion Rise            | Erstveröffentlichung: 2013 |
| 2013 | Hard to Find Rise           | Erstveröffentlichung: 2013 |

## Sonderveröffentlichungen
| Jahr | Titel Soundtrack                          | Anmerkungen                            |
| ---- | ----------------------------------------- | -------------------------------------- |
| 2001 | Come on to the Future Extreme Days        |                                        |
| 2010 | Monster WWE SmackDown vs. Raw 2010        | Erstveröffentlichung: 20. Oktober 2009 |
| 2017 | Stars Die Hütte – Ein Wochenende mit Gott |                                        |

## Statistik

### Chartauswertung
|                     | DE    | AT    | CH    | UK    | US     | USC      | Rock      |
| ------------------- | ----- | ----- | ----- | ----- | ------ | -------- | --------- |
| Nummer-eins-Alben   | DE—DE | AT—AT | CH—CH | UK—UK | US—US  | USC5USC  | Rock1Rock |
| Top-10-Alben        | DE—DE | AT—AT | CH2CH | UK—UK | US3US  | USC10USC | Rock5Rock |
| Alben in den Charts | DE4DE | AT3AT | CH5CH | UK2UK | US11US | USC15USC | Rock9Rock |

|                       | DE    | AT    | CH    | UK    | US    | USC      | Rock       |
| --------------------- | ----- | ----- | ----- | ----- | ----- | -------- | ---------- |
| Nummer-eins-Singles   | DE—DE | AT—AT | CH—CH | UK—UK | US—US | USC1USC  | Rock—Rock  |
| Top-10-Singles        | DE—DE | AT—AT | CH—CH | UK—UK | US—US | USC2USC  | Rock—Rock  |
| Singles in den Charts | DE—DE | AT—AT | CH—CH | UK—UK | US1US | USC51USC | Rock16Rock |

### Auszeichnungen für Musikverkäufe
| Goldene Schallplatte - Dänemark - 2021: für die Single Hero - 2022: für das Album Awake - 2025: für die Single Feel Invincible - Italien - 2024: für die Single Monster - Neuseeland - 2023: für das Album Awake - Polen - 2023: für das Lied The Resistance - Spanien - 2025: für die Single Monster | Platin-Schallplatte - Dänemark - 2025: für die Single Monster - Polen - 2024: für die Single Feel Invincible - Vereinigte Staaten - 2022: für das Lied Comatose |

Anmerkung: Auszeichnungen in Ländern aus den Charttabellen bzw. Chartboxen sind in ebendiesen zu finden.
| Land/RegionAuszeichnungen für Musikverkäufe (Land/Region, Auszeichnungen, Verkäufe, Quellen) | Silber     | Gold       | Platin       | Verkäufe   | Quellen             |
| -------------------------------------------------------------------------------------------- | ---------- | ---------- | ------------ | ---------- | ------------------- |
| Dänemark (IFPI)                                                                              | —          | 3× Gold3   | Platin1      | 190.000    | ifpi.dk             |
| Italien (FIMI)                                                                               | —          | Gold1      | —            | 50.000     | fimi.it             |
| Neuseeland (RMNZ)                                                                            | —          | Gold1      | —            | 7.500      | radioscope.co.nz    |
| Polen (ZPAV)                                                                                 | —          | Gold1      | Platin1      | 75.000     | olis.pl             |
| Spanien (Promusicae)                                                                         | —          | Gold1      | —            | 30.000     | elportaldemusica.es |
| Vereinigte Staaten (RIAA)                                                                    | —          | 7× Gold7   | 19× Platin19 | 22.500.000 | riaa.com            |
| Vereinigtes Königreich (BPI)                                                                 | 3× Silber3 | Gold1      | —            | 1.120.000  | bpi.co.uk           |
| Insgesamt                                                                                    | 3× Silber3 | 15× Gold15 | 21× Platin21 |            |                     |